# 廖玉蕙
廖玉蕙（1950年3月14日），臺中市潭子區人，臺灣當代散文家及教授 。
曾獲得吳三連文藝獎 、 台中市文學貢獻獎、中山文藝獎、吳魯芹散文獎、中國文藝榮譽獎章及中興文藝獎章，並有多篇作品被選入高中及國中課本。

## 生平

### 求學經歷
廖玉蕙畢業於台中女中以及東吳大學中國文學系學士、碩士、博士畢業。

### 職業生涯
她曾以筆名柳映堤寫作人物專訪作品，也曾擔任國立編譯館國語教科書審查委員，並先後擔任《幼獅文藝》月刊編輯、東吳大學中文系助理教授及兼任副教授、中正理工學院文史系副教授、世新大學中國文學系教授、國立臺北教育大學語文與創作學系教授、國立臺北教育大學臺灣文化研究所教授、國立臺灣海洋大學共同教育中心講座教授等職務，並專注於教授古典小說、戲劇、現代小說、散文創作以及文學與電影等課程。

### 創作
她的創作以散文為主，並另有小說、論著等作品。她的散文創作內容多為對於日常生活的感觸，並致力於從平常的事件裡追尋常人不易見到的社會另一面，以敘述或批判角度進行書寫。此外，她也致力於開拓臺灣本土社會現狀與生活經驗之題材與主題。

### 家庭
她的丈夫是蔡全茂，他們育有一子一女；在她的出版書籍作品中可見蔡全茂的繪畫作品。

## 作品

### 散文
- 《閒情》1986年，圓神出版社，局版台業字第3475號
- 《今生緣會》1987年，圓神出版社，218頁（初版）[8]局版台業字第3475號
- 《紫陌紅塵》1989年，圓神出版社，局版台業字第3475號
- 《記在心上的事》1991年，圓神出版社，局版台業字第3475號
- 《不信溫柔喚不回》1994年，九歌出版社；2006年再版，ISBN 978-957-444-309-3
- 《夾道楊柳》1996年，漢藝色研
- 《嫵媚》1997年，九歌出版社；2012年增訂新版 繪者蔡全茂，ISBN 978-957-444-817-3
- 《如果記憶像風》1997年，九歌出版社；2011年增訂新版，ISBN 978-957-444-754-1
- 《與春光嬉戲》1998年，健行文化；2014年增訂新版，九歌出版社，ISBN 978-957-444-926-2
- 《賭他一生》1998年，九歌出版社；2005年更名再版《一枚戒指》，ISBN 978-957-444-204-1
- 《隨時來取暖》1999年，九歌出版社；2006年再版，更名《當風箏往上飛》ISBN 978-957-444-358-1
- 《沒大沒小》繪者：蔡全茂  1999年，九歌出版社；2009年再版，ISBN 978-957-444-644-5
- 《流星雨的天空》繪者：楊麗玲  19xx年，幼獅文化（救國團所屬）；2010年再版，ISBN 978-957-574-762-6
- 《像太陽一樣的笑容》1999年，幼獅文化；2010年再版，ISBN 978-957-574-761-9
- 《隨時來取暖：廖玉蕙的烘培機》1999年，九歌；2006年原書更名為《當風箏往上飛》
- 《讓我說個故事給你們聽》2000年，九歌出版社
- 《曾經的美麗》繪者：蔡全茂  2001年，天培文化；2007年，九歌出版社，ISBN 978-957-444-420-5
- 《走訪捕蝶人：赴美與文學耕耘者對話》2002年，九歌出版社，254頁，ISBN 978-957-560-885-9[9]
- 《一本燦爛》繪者：蔡全茂  2002年，聯經出版社
- 《五十歲的公主》2002年，二魚文化；2010年九歌出版社再版，ISBN 978-957-444-691-9
- 《愛其實很簡單：名人與你談愛情》2002年，夢工坊
- 《新世紀散文家：廖玉蕙精選集》2002年，九歌出版社，ISBN 978-957-560-993-1
- 《不關風與月》繪者：蔡全茂  2003年，九歌出版社
- 《像我這樣的老師》繪者：蔡全茂  2004年，九歌出版社，ISBN 978-957-444-170-9 ；2012年再版，ISBN 978-957-444-857-9
- 《打開作家的瓶中稿：再訪捕蝶人》2004年，九歌出版社
- 《對荒謬微笑》2005年，三民書局，ISBN 978-957-14-4159-7
- 《公主老花眼》繪者：蔡全茂  2006年，九歌出版社，ISBN 978-957-444-287-4
- 《大食人間煙火》繪者：蔡全茂  2007年，九歌出版社，ISBN 978-957-444-377-2
- 《純真遺落》繪者：蔡全茂 2010年，九歌出版社，ISBN 978-957-444-654-4
- 《散文新四書：冬之妍》20xx年，三民書局；2010年再版，ISBN 978-957-14-5273-9
- 《後來》繪者：蔡全茂 2011年，九歌出版社，ISBN 978-957-444-745-9
- 《繁華散盡：廖玉蕙散文中英對照》譯者：柏松年、胡守芳、湯麗明、盧競琪、謝孟宗 2011年，九歌出版社，ISBN 978-957-444-760-2
- 《為什麼你不問我為什麼》繪者：蔡全茂 2012年，九歌出版社
- 《放學了！14個作家的妙童年》（合著） 2012年，國語日報，ISBN 978-957-751-634-3
- 《為什麼你不問我為什麼》繪者：蔡全茂  2012年，九歌出版社，ISBN 978-957-444-670-4
- 《在碧綠的夏色裡》繪者：蔡全茂  2013年，九歌出版社，ISBN 978-957-444-892-0
- 《寫作其實並不難—凝眸光與暗 寫出虛與實》，2014年，印刻出版社，ISBN 978-986-5823-98-6
- 《阿嬤抱抱！：小龍女和我們的成長》，繪者：蔡全茂，2014年，有鹿文化，ISBN 978-986-6281-71-6
- 《老花眼公主的青春花園》，2015年，天下文化，ISBN 978-986-320-646-0
- 《教授別急！—廖玉蕙幽默散文選》，2015年，九歌出版社，ISBN 978-957-444-996-5
- 《送給妹妹的彩虹》，繪者：徐銘宏，2016年，九歌出版社，ISBN 9789864500598
- 《像蝴蝶一樣款款飛走以後》，繪者：蔡全茂，2017年，九歌出版社，ISBN 9789864501205
- 《汽車冒煙之必要 —廖玉蕙搭車尋趣散文選》，繪者：蔡全茂，2018年，九歌出版社，ISBN 9789864501977
- 《青春關不住》，2018年，幼獅公司.ISBN978-986-449-116-2
- 《家人相互靠近的練習》,2019年,時報文化出版,ISBN978-957-13-7916-6
- 《穿一隻靴子的老虎》,2020年,九歌出版社.ISBN978-986-450-278-3
- 《愛的排行榜》,2020年,時報文化出版,ISBN978-957-13-8173-2
- 《讀出太陽的心情》2020年,時報文化出版.ISBN978-957-13-8174-9
- 《大食人間煙火》（新版）,2020年,九歌出版社.ISBN978-986-450-290-5
- 《彼年春天：廖玉蕙的台語散文》，2021年，九歌出版社.ISBN：978-986-450-325-4
- 《早安，窗邊上的玫瑰》，2023年，九歌出版社.ISBN：978-986-450-523-4

### 古典文學經典普及教材
- 《廖玉蕙老師的經典文學－史記故事》，撰稿：林芳妃，2012年，五南出版社，ISBN 978-957-11-6920-0
- 《廖玉蕙老師的經典文學－唐朝詩人故事》，撰稿：李東霖，2013年，五南出版社，ISBN 978-957-11-6950-7
- 《廖玉蕙老師的經典文學－宋朝詩人故事》，撰稿：林芳妃，2012年，五南出版社，ISBN 978-957-11-6835-7
- 《廖玉蕙老師的經典文學－中國大文豪故事》，撰稿：周紘立，2013年，五南出版社，ISBN 978-957-11-7114-2
- 《廖玉蕙老師的經典文學－聽說書人講故事》，撰稿：李筱涵，2013年，五南出版社，ISBN 978-957-11-7042-8
- 《廖玉蕙老師的經典文學－歷代筆記小說故事》，撰稿：于珮婷，2013年，五南出版社，ISBN 978-957-11-7078-7
- 《廖玉蕙老師的經典文學－悲歡離合戲曲故事》，撰稿：洪逸柔，2013年，五南出版社，ISBN 978-957-11-6973-6
- 《古典其實並不遠—中國經典小說的25堂課》，撰稿：廖玉蕙，2013年 ，天下文化，ISBN978-986-320-479-4

### 小說
- 《賭他一生》1998年，九歌出版社；2005年，原書更名為《一枚戒指》ISBN957—444-204-7
- 《淡藍氣泡》2000年，幼獅文化；2011年，小天下，再版，ISBN978-986-216-676-5
- 《接住受苦的靈魂：親愛的，我知道你的痛》2021/1/15，張老師文化，ISBN9789576939495

### 論著
- 《柳毅傳書》與《張生煮海》研究，1978年，東吳大學中國文學研究所碩士論文

- 1978年，天一出版社，166頁，gBook
- 2012年3月，花木蘭出版社，162頁，ISBN 978-9862547540，gBook、pdf （页面存档备份，存于）

- 《一竿煙雨：鄭板橋詩詞文選》，1982年，長橋出版社，1992年，時報文化局版台業字第2304號
- 《唐代傳奇探源》，1989年，圓神出版社，局版台業字第3475號
- 《唐代傳奇》，1981年，時報文化，1993年，時報文化；2012年再版，ISBN 978-957-13-5536-8
- 《桃花扇相關問題之研究》，1996年，東吳大學中國文學研究所博士論文
- 《我把作文變簡單了》，1996年，幼獅文化，ISBN957-530-933-2
- 《細說桃花扇：思想與情愛》，1997年，三民書局，ISBN957-14-2585-0
- 《人生有情淚沾臆：唐代傳奇初探》，2001年，九歌出版社，ISBN957-560-760-0
- 《文字編織：讓寫作變容易的六章策略》，2007年，三民書局，ISBN 978-957-14-4734-6
- 《文學盛筵：談閱讀，教寫作》，2010年，天下雜誌，ISBN 978-986-241-103-2
- 《寫給語文老師的書︰如何教出精彩的語文課》，2010年，中國青年出版社，ISBN 978-7-5006-9296-6

## 榮譽
- 中山文藝獎
- 吳魯芹散文獎
- 「文協」文藝獎章
- 中興文藝獎章
- 「臺中文學獎」貢獻獎[10]
- 「吳三連獎」文學獎（散文，2015年第38屆）[11]
- 《後來》入選文建會「一○○精選．全民大閱讀」

## 事件
- 2016年，她受邀於10月至亞洲大學演講，但網路報名系統將她的頭銜寫為「小姐」，同樣受邀的媒體人陳文茜卻稱「教授」；9月25日，她對《蘋果日報》表示她起初不以為意，後來上網發現所有講演者都有稱謂，媒體人陳文茜的稱謂是「教授」，影評人聞天祥的稱謂是「先生」，才讓她感到不舒服；雖該校已道歉並力邀演說，但她表示「我硬頸，還是拒絕了。」[12]

## 外部連結
- 國家圖書館-當代文學史料系統[永久]
- 九歌出版社 （页面存档备份，存于）
- 廖玉蕙的Facebook專頁